# 바레인 올림픽 위원회
바레인 올림픽 위원회(아랍어: اللجنة الأولمبية البحرينية, 영어: Bahrain Olympic Committee)는 바레인을 대표하는 국가 올림픽 위원회이다. IOC 코드는 BRN이다. 본부는 마나마에 있으며 아시아 올림픽 평의회에 소속되어 있다.
1978년에 설립했으며 1979년에 국제 올림픽 위원회의 승인을 받았다. 올림픽, 아시안 게임을 비롯한 국제 스포츠 대회에 참가하는 바레인의 선수들을 대표한다.

## 같이 보기
- 올림픽 바레인 선수단